# Pummay (divinità)
Pummay o Pigmalione o Pygmalion (in lingua fenicia, 𐤐𐤌𐤉, PMY o PGMLYN) era una divinità fenicia e punica di origine cipriota, forse p'm. Era venerato sin dalle origini a Cartagine insieme a Astarte.
Il suo nome compare nella stele di Nora ed è stato interpretato anche come il re di Tiro Pigmalione.
Nel "medaglione di Cartagine" si officia la sua natura divina in quanto compare nell'iscrizione preceduto dalla particella l- (dio).
(Medaglione di Cartagine, VII secolo a.C. Corpus Inscriptionum Smeiticarum)